# Second Hand Rose
Second Hand Rose è un brano musicale del 1921 scritto dai musicisti statunitensi Grant Clarke e James F. Hanley per l'interpretazione della cantante e attrice statunitense Fanny Brice.

## Versione di Barbra Streisand
La cantante statunitense Barbra Streisand ha pubblicato il brano come singolo discografico nel 1965, quale estratto dal suo album My Name Is Barbra, Two....

### Tracce
1. Second Hand Rose
2. The Kind of Man a Woman Needs

### Classifiche
| Classifica (1965-1966) | Posizione raggiunta |
| ---------------------- | ------------------- |
| Regno Unito            | 14                  |
| Stati Uniti            | 32                  |